# Stratégie globale de l'Union européenne
Lire en ligne

Consulter

La Stratégie globale de l'Union européenne (SGUE), dans sa forme longue Stratégie globale pour la politique étrangère et de sécurité de l'Union européenne, est la doctrine actualisée de l'Union européenne visant à améliorer l'efficacité de la défense et de la sécurité de l'Union et de ses États membres, la protection des civils, la coopération entre les différentes forces armées des États membres, la gestion migratoire, la gestion des crises, etc. Adoptée le 28 juin 2016, elle remplace la Stratégie européenne de sécurité de 2003. La SGUE est complétée par un document titré « Plan de mise en œuvre portant sur la sécurité et la défense » (IPSD, selon l'acronyme anglais Implementation Plan on Security and Defence).

## Contexte

### Critiques de la stratégie de 2003
Le besoin d'élaborer un nouveau concept stratégique a surgi dès la publication de la Stratégie de 2003. Celle-ci indiquait en effet :

« L'Europe n'a jamais été aussi prospère, aussi sûre, ni aussi libre. La violence de la première moitié du vingtième siècle a cédé la place à une période de paix et de stabilité sans précédent dans l'histoire européenne. »

— Stratégie européenne de sécurité de 2003
Pourtant, les États-Unis venaient d'être frappés par les attentats du 11 septembre 2001 et la doctrine américaine avait été modifiée en conséquence. Ainsi, en mars 2006, George W. Bush déclarait en préambule de la National Security Strategy :
« L'Amérique est en guerre. Ce document est une stratégie nationale de sécurité de temps de guerre répondant aux défis auxquels nous devons faire face [...] »,.
La stratégie de 2003 avait fait l'objet d'une révision en 2008 sans pour autant réussir à dépasser ses lacunes.

### Prises en compte de l'évolution stratégique récente
Au milieu de l'année 2015, l'Union européenne connait une crise de la gestion des migrants provenant d'Afrique et d'Asie, à la suite de guerres civiles dans différents pays, tels que la Syrie ou l'Afghanistan. Cette crise met en doute l'unité politique et sociale de l'UE. Plus d'un million de personnes entrent dans l'espace Schengen en 2015, et la politique de répartition de ces mêmes migrants est l'une des causes des divisions de l'opinion publique et des gouvernements membres.
Dans le préambule à la stratégie globale, la Haute Représentante cite également le référendum britannique du 23 juin 2016 en faveur d'un retrait de l'Union. Ce référendum entraînera, le 24 juin 2016, la démission du Premier ministre britannique, David Cameron, lequel avait également adopté et salué l'adoption de la stratégie globale.

## Élaboration et adoption

### Préparation et consultations
En 2015, le Conseil européen a demandé à Federica Mogherini de préparer une nouvelle stratégie globale prenant en compte l'évolution stratégique.
La stratégie fut préparée en un an. À cette fin, la Haute Représente a entrepris un processus qualifié d'« ouvert et transparent » lors duquel des consultations eurent lieu avec : les États membres, les institutions européennes (dont la Commission et le Parlement européen), la société civile européenne en général (dont les think tanks). En ce sens, la Stratégie a pour objectif de refléter les points collectifs exprimés durant ce processus.

#### Participation des États membres
En ce qui concerne les États membres, les consultations ont été faites au niveau des points de contact en matière de défense et de sécurité avec l'Union européenne : le Comité politique et de sécurité, le Comité des représentants permanents ainsi que les directeurs des comités militaires de l'UE chargés des questions de politique et de sécurité. Le premier Gymnich sur le sujet a eu lieu en février 2016.

#### Participation des institutions européennes et des Parlements nationaux
En ce qui concerne les institutions européennes, la Commission et le Parlement ont également participé à l'élaboration de la Stratégie. La Commission européenne a été associée à la préparation grâce à une task force dédiée au niveau des chefs d'unité. Le Collège des commissaires s'est également réuni le 2 mars 2016 pour un débat d'orientation. Le Parlement européen a également présenté une position sur le sujet, rapportée par la députée européenne Sandra Kalniete. Cette position du Parlement fut l'objet d'un débat avec la Haute Représentante le 14 avril 2016. L'aspect parlementaire s'est également traduit par des réunions impliquant des députés européens et des députés nationaux. Ainsi des rencontres furent organisées à Helsinki (janvier 2016), Lisbonne, La Haye (conférence interparlementaire le 7 avril 2016).

#### Participation de l'Institut européenne d'études de sécurité: le «semestre stratégique»
Le directeur de l'Institut d'études de sécurité de l'Union européenne, Antonio Missiroli, a notamment été indiqué que ce centre de recherche de l'Union a engagé des consultations avec la communauté des experts en général, issus de différents think tanks ou académie en Europe et ailleurs. Ce processus a été lancé les 8 et 9 octobre 2015 à Bruxelles et pris fin les 21 et 22 avril 2016 à Paris. En plus de cela, les États membres, leurs centres et instituts nationaux ainsi que leurs ministères des affaires étrangères se sont impliqués.
Bénéficiant d'un financement de la Fondation Compagnia di San Paolo de Turin a pu consulter une 50 analystes et commentateurs reconnus issus pour moitié de l'Union européenne. Le résultat de cette consultation, lors de laquelle ces analystes furent limités à environ 1 000 mots chacun, fut publié en avril 2016 avec pour titre Towards an EU Global Strategy: Consulting the experts.

### Adoption
Le 28 juin 2016, le Conseil européen a salué la Stratégie globale, remerciant ainsi Federica Mogherini pour cette stratégie. Nicolas Gros-Verheyde rappelle qu'il y a une différence entre « saluer » et « adopter » sur le plan juridique. Néanmoins, il souligne que sur le plan politique, ces deux termes reviennent au même, à savoir l'endossement par le Conseil européen de la Stratégie globale, qui devient par la même la doctrine officielle de l'Union européenne en matière de sécurité et défense. Selon European Defence Matters, le magazine spécialisé de l’Agence européenne de défense, cela résulte de l’annonce alors récente des résultats du référendum britannique qui a alors été le principal sujet de discussion de la réunion.

## Contenu

### Préambule de la Haute Représentante
La Haute Représentante appelle à repenser le mode de fonctionnement de l'Union, en adoptant notamment une stratégie, une vision et une action commune. Elle souligne par la suite le poids de l'Union européenne et de ses États membres dans le monde :

« Aucun de nos pays pris isolément n'a la force ni les ressources pour faire face aux menaces et saisir les occasions qu'offre notre époque. Mais en tant qu'Union de près d'un demi-milliard de citoyens, notre potentiel est sans équivalent. Notre réseau diplomatique s'étend, profondément ancré, aux quatre coins de la planète. Sur le plan économique, nous sommes parmi les trois plus grandes puissances au monde. Nous sommes, pour pratiquement chaque pays du globe, le premier partenaire économique et le premier investisseur étranger. Ensemble, nous investissons plus dans la coopération au développement que le reste du monde. Il est toutefois aussi manifeste que nous n'exploitons pas encore pleinement ce potentiel. »

La Haute Représentante insiste également sur le terme « global » présent dans le titre de la doctrine fait référence à la fois à la portée géographique mais également à la multiplicité des politiques et instruments disponibles afin de mettre en œuvre la stratégie. Elle insiste en ce sens sur le fait qu'il n'est plus pertinent de qualifier l'Union européenne de soft power, citant notamment les « dix-sept opérations civiles et militaires » alors déployée. Sur ce point, elle conclut : « Pour l'Europe, pouvoir de convaincre et pouvoir de contraindre vont de pair ».
Elle souligne l'ambition qui sous-tend l'ensemble de la doctrine : doter l'Union de l'autonomie stratégique afin de « servir les intérêts communs [des] citoyens et promouvoir nos principes et valeurs », notamment en promouvant le multilatéralisme et les règles de droit international.

### Définitions des intérêts et principes communs
La Stratégie globale définit un certain nombre d'intérêts et principes communs. Ainsi, l'Union européenne et ses États membres énoncent les objectifs suivants :
- le maintien de la paix et de la sécurité des citoyens de l'Union sur son territoire. Cela passe notamment par assurer le maintien de la paix et de la sécurité en dehors de l'Union européenne. Cette précision témoigne du lien existant entre la sécurité intérieure et la sécurité extérieure, lesquelles ne sont plus pensées indépendamment l'une de l'autre[14],[15]. La SGUE insiste notamment sur la nécessité de permettre à l'Union et ses États membres d'avoir la capacité de respecter leurs engagements dans les traités (assistance mutuelle, etc.)[15].
- la prospérité des habitants de l’Union, tout en rappelant les engagements pris par l'Union elle-même et par ses États membres dans le cadre des objectifs de développement durable[14],[15].
- la résilience des démocraties des États membres[14],[15].
- la protection d'un ordre mondial fondé sur les règles de droit internationales, notamment via des actions multilatérales mais également dans le cadre des Nations unies[16],[17].

Afin de les mener à bien, les principes suivants sont également définis, :
- l'unité : la Haute Représentante estime que seul le poids combiné des États membres et de l'Union permettra à cette dernière de développer son potentiel de sécurité, de prospérité et de démocratie.
- la participation : la SGUE insiste sur la nécessité de maintenir le dialogue dans un monde interconnecté.
- la responsabilité : la Stratégie globale note que la responsabilité permettra de guider l'action de l'UE, notamment afin de contrer les causes à l'origine des conflits (pauvreté, etc.) et de promouvoir les droits de l'homme.
- et le maintien de partenariats extérieurs.

### Priorités de l'action extérieure

#### Sécurité de l'Union
La première priorité définie par la Stratégie globale vise l'Union elle-même. Elle identifie un ensemble de menaces visant ses citoyens et l'Union, notamment les menaces hybrides, le terrorisme, la cyber sécurité, l'instabilité économique, le changement climatique et l'insécurité énergétique. La priorité est alors de poursuivre les efforts visant à renforcer la défense, la lutte contre le terrorisme, la sécurité énergétique et de communications stratégiques dans le cadre des traités existants.

##### Sécurité et défense
En matière de sécurité et défense, la Stratégie globale invite l'Union et ses États membres à « assumer davantage la responsabilité de [leur] sécurité ». Cela implique dissuader les menaces, y réagir ou s'en protéger. En ce sens – en dépit du fait que la Stratégie rappelle l'appartenance de plusieurs États membres à l'OTAN – la SGUE appelle à un meilleur équipement, entrainement et une meilleure organisation des Européens afin de se protéger et d'agir de manière autonome si nécessaire. Cela fait écho à l'objectif d'« autonomie stratégique » de la Stratégie globale. En ce sens, la Stratégie appelle à une coopération avec l'OTAN « de manière complémentaire et synergique et dans le plein respect du cadre institutionnel, de l'inclusivité et de l'autonomie décisionnelle de chacune ». L'UE doit se constituer en « communauté de sécurité ».
De plus, la Stratégie indique que « l'UE devrait également être en mesure de contribuer à protéger ses membres s'ils en font la demande, ainsi que ses institutions ». La Stratégie propose, à titre d'exemple, que « les missions et opérations relevant de la politique de sécurité et de défense commune peuvent agir de concert avec le corps européen de garde-frontières et de garde-côtes et les agences spécialisées de l'UE pour renforcer la protection des frontières et la sécurité maritime afin de sauver davantage de vies, de lutter contre la criminalité transfrontière et de démanteler les réseaux de passeurs ».
En matière de technologie et d'industrie, les États membres doivent investir dans les moyens capacitaires permettant de maintenir leur autonomie. Ainsi, la Stratégie souligne que, bien que « la politique et les dépenses de défense restent des prérogatives nationales, un État membre ne peut se permettre de faire cavalier seul : il doit agir en concertation et en coopération avec les autres ». La Stratégie rappelle les bénéfices d'une coopération dans ce domaine : interopérabilité, efficacité, confiance, meilleur rendement des dépenses effectuées, etc.. L'Agence européenne de défense, la coopération multinationale, et les fonds de l'UE appropriés sont cités comme des éléments clés du développement d'une industrie européenne de défense.
L'UE soutient « la synchronisation graduelle et l'adaptation mutuelle des cycles de planification de la défense et des pratiques de développement des capacités des États membres [afin d']accroître la convergence stratégique entre ceux-ci ».

##### Lutte contre le terrorisme
La Stratégie insiste sur la prévention des actes de terrorisme. Ainsi, elle souligne l'importance d'accroître l'échange d'informations et la coopération dans le renseignement tant entre les États membres qu'avec les agences de l'Union. Cela implique plusieurs éléments< : l'échange des signalements sur l'extrémisme violent, l'échange des informations sur les réseaux terroristes, l'échange d'informations sur les combattants terroristes étrangers, et la surveillance et le retrait des contenus illicites des médias. De plus, la SGUE souligne les différents moyens visant à combattre l'extrémisme (le sport, la culture, etc.) en relations avec d'autres acteurs de la société civile.
En matière de réponses aux attentats, l'UE et ses États membres – à l'instar des engagements de l'article 222 TFUE – soutiendra « les États membres qui seraient victimes d'attentats à s'en remettre rapidement, en déployant des efforts accrus en ce qui concerne la sécurité d'approvisionnement et la protection des infrastructures critiques et en renforçant le cadre volontaire de gestion des crises dans le domaine de la cybersécurité ».

##### Cybersécurité
La SGUE appelle à concilier la protection des menaces informatiques à la garantie du maintien d'un « cyberespace ouvert, libre et sûr ». En cela, la SGUE souligne le besoin :
- de renforcer les capacités technologies atténuant les menaces,
- accroître la résilience des infrastructures, réseaux et services critiques
- réduire la cybercriminalité.

La stratégie fait de la cybersécurité un élément transversal allant de l'espace numérique public aux éléments portants sur les opérations de l'Union européenne.

##### Sécurité énergétique
Dans le cadre de l'Union de l'énergie, et afin d'assurer sa sécurité énergétique, l'Union européenne a pour objectif de « diversifier ses sources, voies et fournisseurs d'approvisionnement énergétique, notamment dans le domaine du gaz, ainsi qu'à promouvoir, en matière de sûreté nucléaire, les normes les plus élevées dans les pays tiers ». En matière d'approvisionnement, l'Union souhaite renforcer ses relations avec « les pays de production et de transit d'énergie fiables » et soutenir les projets d'infrastructures permettant à plusieurs sources d'énergie d'atteindre le marché de l'énergie.
Sur le plan intérieur, la Stratégie – à l'instar des priorités de l'Union de l'énergie – mettra l'accent sur l'énergie durable, l'efficacité énergétique, les flux inversés, l'interconnexion et les infrastructures de stockage de gaz naturel liquéfié.

##### Communication stratégique
L'Union européenne prévoit d'investir dans sa diplomatie publique afin de faire connaître sa politique étrangère aux citoyens européens. Elle renforcera sa lutte contre la désinformation tout en maintenant « un environnement médiatique libre et attaché au travail d'investigation ».

#### Résilience de l'État et de la société à l'est et au sud
La priorité « Résilience de l'État et de la société à l'est et au sud » vise une aire géographique limitée et inclut : États candidats à l'adhésion, les États des Balkans occidentaux qui ne sont pas encore candidats, et les États de la politique européenne de voisinage (précisément jusqu'en Asie centrale à l'est et jusqu'en Afrique centrale au sud). L'objectif de cette priorité est expliqué ainsi :

« La fragilité par delà nos frontières menace tous nos intérêts vitaux. Par contre, la résilience, c'est-à-dire la capacité d'États et de sociétés à se réformer, et donc à résister à des crises internes et externes et à se remettre de celles-ci, nous est bénéfique et est bénéfique pour les pays situés dans notre pourtour ... »

— Stratégie globale de l'Union européenne, p. 23

##### Élargissement
La SGUE rappelle la condition initiale pour devenir membre de l'Union européenne :«  tout État européen qui respecte et défend les valeurs consacrées par nos traités peut demander de devenir membre de l'Union ». La Stratégie rappelle que l'adhésion à l'Union repose sur une « conditionnalité stricte et équitable » laquelle « constitue un outil irremplaçable pour renforcer la résilience dans les pays concernés, en faisant en sorte que la modernisation et la démocratisation aient lieu dans le respect des critères d'adhésion ». Rappelant que « l'UE jouit d'une influence sans égale dans tous ces pays », la Stratégie souligne le rôle de négociations d'adhésion dans les relations avec certains États candidats, notamment afin de maintenir le dialogue.

##### Voisinage
La Stratégie indique la volonté de l'Union de stabiliser son voisinage et de maintenir le dialogue avec ses voisins en rappelant, notamment, qu'elle « n'est dirigé contre aucun pays ». Ce dialogue passe par la signature d'accords d'association, par l'extension des réseaux transeuropéens et de la communauté de l'énergie. La SGUE a également pour objectifs de permettre la participation de ces pays à certains programmes et agences de l'Union.
La SGUE indique notamment le rôle que peuvent jouer la Tunisie et la Géorgie dans leur voisinage respectif en tant que « démocraties stables, pacifiques et prospères ».

##### Résilience
Cet objectif vise à promouvoir les droits de l'homme, leur protection, la réforme de la justice, de la sécurité et de la défense, l'état de droit et les capacités. Le but de l'Union est de constituer des sociétés « inclusives, prospères et sûres » opposée aux États répressifs qu'elle estime fragile sur le long terme.
Afin d'assurer la stabilité des sociétés, la Stratégie invite l'Union à reposer sur les Objectifs de développement durable afin d'améliorer la qualité de vie des habitants et leur redonner l'espoir en l'avenir. L'Union adoptera dès lors une approche intégrée de ses politiques humanitaires, de développement, de la migration, du commerce, des investissements, des infrastructures, de l’éducation, de la santé et de la recherche vers ces États. La transition énergétique et la résilience de l'environnement sont également abordés afin d'éviter l'apparition de tensions sociales.

##### Politique migratoire
En matière de politique migratoire, la SGUE souhaite mettre l'accent sur la résilience des pays d'origine et de transit des migrants et réfugiés. Dans ces pays, les efforts humanitaires, pour l'éducation des femmes et des enfants notamment, seront renforcés. De même, la relation de l'Union avec ces pays adoptera une approche sur-mesure incluant les éléments comme le développement, la diplomatie, la mobilité, la gestion des frontières, la réadmission et le retour.

#### Approche intégrée des conflits
L'approche intégrée des conflits vise à protéger les intérêts vitaux communs de l’Union lorsqu'un conflit éclate. Selon la Stratégie globale, il faut que l’Union intervienne selon une « approche globale », mettant en œuvre l’ensemble des politiques dont elle dispose. La SGUE prévoit même que l'« importance et la portée de cette « approche globale » seront davantage étendues ».
Cette approche intégrée est la réponse de la SGUE au constat selon lequel ces conflits comportent plusieurs dimensions : « de la sécurité au genre, de la gouvernance à l'économie ». En plus d'une approche intégrée sur le plan des thématiques, la SGUE souligne l'importance d'une approche multi-niveau du fait que les conflits touchant, par exemple la Libye et la Syrie, débutent localement, puis acquièrent une portée régionale puis globale les complexifiant.
Plusieurs éléments sont concernés :
- la paix préventive : l'Union européenne souhaite multiplier ses efforts dans la prévention des conflits notamment en se concentrant sur les causes de ces derniers. À cette fin, elle identifie certains éléments tels que la violation des droits de l'homme, l'inégalité, le manque de ressources, le changement climatique (ce qui inclut la rareté de l'eau et de la nourriture, les pandémies, les déplacements, etc.)[32].
- la sécurité et la stabilisation : l'Union souhaite développer une défense et sécurité européenne équipée pour construire la paix, garantir la sécurité et protéger les vies humaines. Cela inclut le maintien de la sécurité lors de la conclusion des accords de paix ou lorsque les gouvernements de transitions sont établis ou au début de leur activité. Avant la conclusion de l'accord de paix, cet élément implique notamment le soutien et la consolidation des cessez-le-feux. L'Union doit également prévenir la diffusion de l'insécurité, notamment en ce qui concerne le trafic, la contrebande et le terrorisme[33].
- la résolution des conflits : selon la SGUE, il s'agit de reconstruire le contrat social entre l’État et les citoyens. Cela inclut notamment la mise en place d'une gouvernance inclusive à tous les niveaux[34].
- l'économie politique de la paix : durant le conflit, il s'agit notamment de garantir l'accès de l'aide humanitaire aux zones de conflit afin d'assurer l'arrivée des biens et services de base. Une fois le conflit terminé, il s'agit de mettre un terme à l'économie de guerre et de mettre en œuvre l'ensemble de l'aide humanitaire et de développement afin de recréer des emplois dans le milieu de la santé, de l'éducation, de la protection, des biens de bases, etc.[34].

#### Ordres régionaux de coopération
L'Union européenne soutiendra les « ordres régionaux de coopération » qui permettent de gérer les « pressions internationales et [les] oppositions locales ». Les formes de gouvernance régionale permettraient, selon la SGUE, de garantir la paix, de « gérer les préoccupations en matière de sécurité, de tirer les bénéfices économiques de la mondialisation, de mieux exprimer leurs cultures et leurs identités et d'exercer une influence dans les affaires internationales ».  En revanche l'Union ne tentera d'imposer son propre modèle aux autres organisations régionales de coopération.
La SGUE aborde notamment les principes de l'ordre de sécurité européen : la souveraineté, l'indépendance, l'intégrité territoriale, l'inviolabilité des frontières et le règlement pacifique des différends. Ces principes, s'appliquant à tous les États d'Europe – hors et dans l’Union européenne  est mis à mal par la violation du droit international public par la Russie et la déstabilisation de l'Ukraine. Ce conflit, et les autres conflits latents dans la région de la mer Noire, ont remis en cause l'ordre de sécurité européen. L'Union réaffirme son soutien au droit international, à la démocratie, aux droits de l'homme, à la coopération et au droit de chaque pays de choisir indépendamment son avenir. La relation avec la Russie est donc un défis stratégique qui implique une approche unifiée et cohérente de la position européenne. La SGUE rappelle qu'un changement substantiel des relations entre la Russie et l'Union reposera sur le respect du droit international, des principes de l'ordre de sécurité européen, de l'acte final d'Helsinki et de la Charte de Paris. En ce sens, la Stratégie rappelle que l'annexion de la Crimée et la déstabilisation de l'est de l'Ukraine ne seraient pas reconnues par l’Union. En plus de ce point, la Stratégie identifie d'autres enjeux, dont le climat, l'Arctique, la sécurité maritime, l’éducation, etc..
En Afrique, en Méditerranée, et au Moyen-Orient, l'Union soutiendra les organisations régionales et sous-régionales. Cinq lignes d'action sont définies :
- au Maghreb et au Moyen-Orient, l'Union soutiendra la coopération multilatérale fonctionnelle, notamment au travers de l'Union pour la Méditerranée, dans des domaines tels que « la sécurité des frontières, le trafic, la lutte contre le terrorisme, la non-prolifération, la sécurité alimentaire et l'eau, l'énergie et le climat, les infrastructures et la gestion des désastres »[37].
- avec la Turquie, l'Union va développer les coopérations sectorielles pour tenter de préserver la démocratie turque. Cela inclut la normalisation des relations avec Chypre[37].
- dans le Golfe, l'Union continuera à coopérer avec le Conseil de coopération du Golfe et avec les États du Golfe séparément. Sur la base de l'accord sur le nucléaire iranien et de sa mise en œuvre, l'Union va également s'engager avec l'Iran sur le commerce, la recherche, l'environnement, l'énergie, etc.[37].
- du fait des liens entre l'Afrique du Nord et subsaharienne et les liens entre la Corne de l'Afrique et le Moyen-Orient, l'Union soutiendra la coopération entre ces sous-régions, notamment la relation triangulaire autour de la mer Rouge entre l'Europe, la Corne de l'Afrique et le Golfe[37].
- en Afrique, l'Union souhaite investir dans la paix et le développement afin de garantir sa sécurité et sa prospérité. Cela implique, entre autres, l'intensification des relations avec l'Union africaine, la Communauté économique des États d'Afrique de l'Ouest, l'autorité intergouvernementale sur le développement en Afrique de l'est et la Communauté d'Afrique de l'Est[38].

Au sujet des relations transatlantiques, la SGUE dispose que l'Union renforcera sa relation tant avec les États de l'Atlantique nord que de l'Atlantique sud :
- avec le Canada et les États-Unis, la Stratégie souligne que la coopération au sein de l'OTAN renforce la résilience, améliore la capacité à répondre aux conflits et contribue à la gouvernance mondiale. Avec les États-Unis en particulier, l'Union défendra le partenariat transatlantique de commerce et d'investissement. En effet, la stratégie indique que cet accord démontre « l'engagement transatlantique aux valeurs communes et signale note volonté de poursuivre un agenda commercial basé sur des règles »[39].
- avec l'Amérique latine et les Caraïbes, l'Union s'engage à étendre sa coopération et à construire des partenariats plus forts[39].

Concernant l’Asie, la Stratégie souligne le lien entre la prospérité et la stabilité de l’Asie et la prospérité de l'Union. L'Union s'engage à renforcer son partenariat sécuritaire avec l'Asie.
Enfin, la SGUE souligne l'importance de la région arctique pour l'Union. Dans cet espace, l’Union a pour intérêt de maintenir un faible niveau de tensions en soutenant notamment le Conseil de l'Arctique.

#### Gouvernance mondiale auXXIesiècle
L'Union européenne a également pour priorité de garantir un « ordre mondial fondé sur le droit international » lequel se baserait notamment sur « les droits de l'homme, le développement durable et l'accès durable aux biens communs mondiaux ». En cela la priorité de l'Union se veut « transformatrice » du système existant, notamment en renforçant l'Organisation des Nations unies.
La stratégie de l'Union repose sur sept thèmes :
- « réformer » : la Stratégie appelle à une réforme des Nations unies (dont le Conseil de sécurité) et des institutions financières internationales. En effet, la Stratégie estime que toute résistance aux changements de la part de ces institutions entraînera l'émergence de groupements alternatifs au détriment des États membres[42].
- « investir » : la Stratégie souligne que vouloir réformer et renforcer les Nations unies implique d'investir dans ses différentes fonctions humanitaires, de médiations et de rétablissement de la paix[43].
- « mettre en œuvre  » : il s'agit pour l'Union de mettre en œuvre les objectifs de développement durable et ses engagements dans la lutte contre le réchauffement climatiquex[43].
- « approfondir » : la stratégie rappelle que l'Union est la première économie du monde et qu'en ce sens, afin de maintenir sa prospérité, elle doit continuer de contribuer à influencer le fonctionnement d'un système international basé sur des règles. En ce sens, l'Union continuera à négocier des accords de libre-échange avec les États-Unis, le Japon, le Mercosur, l'Inde et l'ASEAN notamment[44].
- « élargir » : il s'agit d'étendre la portée des normes, régimes et institutions internationales. L'Union soutient notamment l’adhésion, l'universalisation, la mise en œuvre et l’application des régimes et traités de désarmement multilatéraux, de non-prolifération et de contrôle des armes[44].
- « développer » : la Stratégie appelle à développer des règles pour assurer la sécurité et l'accès durable aux biens communs. Ainsi, l'UE va développer son rôle en tant qu'acteur du cyberespace (dont la cyberdiplomatie)[45]. Dans l'espace, l'Union veut développer un code de conduite dans l’espace pour son usage responsable. En matière d'énergie, elle encourage les modèles d'énergie durable, notamment en développant le sien[45].
- « créer et renforcer les partenariats » : cet élément de la Stratégie indique que l'UE va donner l'exemple dans la gouvernance global en influençant le calendrier, en agissant comme médiateur, coordinateur et facilitateur entre les acteurs. À cette fin, l'Union travailla de concert avec les Nations unies, l'OTAN, l’ASEAN et ses autres partenaires stratégiques[46].

### Traduction de la stratégie en actions: trois éléments directeurs
La Stratégie rappelle que, pour atteindre les objectifs définis, trois éléments sont nécessaires : la crédibilité, la réactivité et la cohérence.

#### Crédibilité de l'Union: améliorations dans le domaine de la sécurité et de la défense
La Stratégie rappelle que la crédibilité de l'Union repose sur son unité, ses réussites, son pouvoir d'attraction, l'efficacité et la cohérence de ses politiques et l'adhésion à ses valeurs. Cependant, elle reconnait que pour renforcer sa crédibilité en général, l'Union améliorer sa crédibilité dans les domaines de la sécurité et de la défense.
En premier lieu, il s'agit pour l'Union (ici, l'Union européenne et ses États membres) de mieux évaluer en commun les menaces et défis internes et externes. Cela inclut le contrôle des flux ayant des implications sécuritaires et l'investissement dans les systèmes de renseignements, de surveillance et de reconnaissance, dont les systèmes d'aéronefs télépilotés, les communications satellites et l'accès autonome à l'espace (inclut l'observation permanente de la Terre). Au sujet du contre-terrorisme, les États membres doivent adopter et mettre en œuvre des normes cohérentes au sujet des explosifs, des armes à feu et des données des dossiers passagers (PNR).
Dans un deuxième temps, l'Europe doit également investir dans des capacités digitales pour sécuriser les données, réseaux et infrastructures critiques.
Enfin, l'Union appelle à investir dans les équipements militaires critiques afin de maintenir la capacité des Européens à répondre aux crises externes et protéger l'Europe.
Afin de réaliser les objectifs en matière de défense et de sécurité, l'Union propose la mise en place d'un processus de révision coordonné annuel afin de permettre aux États membres de discuter des plans de dépenses nationaux et améliorer les possibilités d'achat en commun et coordonner les livres blancs de défense. En ce sens, l'Agence européenne de défense a un rôle clef à jouer avec le plan de développement des capacités.

#### Réactivité
La SGUE souligne que, du fait de l'imprévisibilité du monde, l'Union doit être capable de répondre rapidement et avec flexibilité à l'inconnu.
Cela implique tout d'abord d'utiliser tous les outils du traité de Lisbonne afin de faire de la diversité des politiques étrangères un outil basé sur la coordination et la complémentarité.
La PSDC doit également être plus rapide et effective, notamment afin de déployer rapidement des missions PSDC en conformité avec la Charte des Nations unies. Cela implique que les États membres améliorent la déployabilité et l'interopérabilité de leurs forces (par l'entrainement et les exercices). Les missions civiles de la PSDC doivent également être renforcées.
Enfin, la politique de développement doit être plus flexible et alignée sur les priorités stratégiques. Ainsi, l'Union réaffirme son engagement à atteindre l'objectif de 0,7 % APD/PNB. La Stratégie souligne toutefois que certaines sommes limitées doivent être disponible de manière flexible pour certaines activités sur le terrain, dont la prévention des conflits et le soutien à la société.
La Stratégie indique également que l'amélioration de l'action extérieure de l'Union repose sur une meilleure connaissance des situations. Cela implique d'investir dans le Service européen pur l'action extérieure et améliorer la coordination des institutions avec les États membres. À cette fin, l'Union souhaite investir dans ses délégations afin de les doter de l'expertise nécessaire (par thèmes et également linguistique). La SGUE appelle également à renforcer le partage d'information, les analyses et les plans de réactions entre les ambassades des États membres, les délégations de l'Union, les services de la Commission, les représentants spéciaux de l'Union et les missions PSDC.

#### Cohérence
Enfin, la Stratégie appelle à davantage de cohérence dans l'action extérieure. Elle revient notamment sur le rôle du Haut Représentant de l'Union pour les affaires étrangères et la politique de sécurité depuis le traité de Lisbonne, qui est également vice-président de la Commission européenne et chef du Service européen pour l'action extérieure.
À l'avenir, l'approche cohérente de l'action de l'Union devra concerner la diplomatie énergétique, la diplomatie culturelle et la diplomatie économique.
En matière de sécurité, la SGUE rappelle que le terrorisme, les menaces hybrides et le crime organisé ne connaissent pas les frontières, ce qui nécessite un renforcement des liens entre l'action extérieure et l'espace de liberté, de sécurité et de justice. La politique de défense doit aussi être rapprochée des politiques du marché intérieur, de l'industrie et de l'espace. La coopération des États membres en matière d'application de la loi, des services judiciaires et de renseignements doit être renforcée. Cela passe notamment par l'utilisation de Europol et Eurojust au mieux de leurs capacités et soutenir le Centre européen de renseignement.

## Application

### Adoption d'un plan de mise en œuvre
Dès le 18 juillet 2016, les ministres des affaires étrangères ont salué le document et ont exprimé leur volonté de commencer les travaux de mises en œuvre.
Le 14 novembre 2016, après une réunion du Coreper II d'octobre 2016, le Conseil de l'Union européenne, dans sa formation « Affaires étrangères » mais réunissant les ministres des affaires étrangères et de la défense, adopte le « Plan de mise en œuvre portant sur la sécurité et la défense » et le complète d'un Level of Ambition.

## Rapport avec les doctrines de défense des États membres
La SGUE de 2016 est basée, notamment, sur des consultations entre les États membres. En ce sens elle incorpore une partie des doctrines de défense de chacun tout en se voulant complémentaire. Elle invite également à la coordination entre les États membres dans le renouvellement de leurs doctrines nationales,.
En France, la Revue stratégique de défense et de sécurité nationale 2017 fait référence à la SGUE en affirmant que « la convergence des menaces sur l’Europe nécessite que les Européens soient davantage engagés en faveur de leur propre sécurité, et travaillent à l’ambition d’une autonomie stratégique commune. Reconnue pour la première fois en juin 2016 par les 28 chefs d’État et de gouvernement dans la stratégie globale de l’UE, cette ambition exigeante suppose une vision renouvelée des conditions de la sécurité européenne et repose sur de nouvelles initiatives pragmatiques. ».

## Commentaires
Selon Sven Biscop, directeur à l'Institut Egmont de Bruxelles : « la SGUE est le document de l'UE le plus ambitieux sur la défense à l'heure actuelle. Pour la première fois, l'autonomie stratégique est devenue de manière non ambigüe l'objectif ».